# Mass Effect 2
Mass Effect 2 este un joc de rol de acțiune publicat de Electronic Arts și dezvoltat de BioWare Edmonton în colaborare cu BioWare Montreal. Jocul reprezintă o continuare a predecesorului său, Mass Effect. Mass Effect 2 a fost lansat pe platforma Microsoft Windows și Xbox 360 în data de 26 ianuarie 2010 în Australia și în 29 ianuarie în Europa, cu întârziere de o zi față de data stabilită inițial.
Probabil una din cele mai atrăgătoare facilități ale jocului este posibilitatea de a importa fișierele de salvare ale caracterelor jucate în Mass Effect 1, putând continua aventura primei părți din serie. Jocul este influențat de deciziile luate în primul Mass Effect. Multe aspecte ale jocului au fost modificate sau îndepărtate, cum ar fi timpul lung de așteptare din lifturi, vehiculul de explorare Mako sau inventarul complex. Dialogurile cu celelalte personaje beneficiază de un sistem de întrerupere a dialogului în funcție de evenimente. În luptă, jucătorii au acum sănătate regenerabilă, dar s-a renunțat la muniția infinită a armelor al cărei singur inconvenient era supraîncălzirea armei.
După evenimentele din primul joc, nava Normandy este atacată de o navă neidentificată iar comandantul Shepard este ucis. Corpul lui este recuperat și este readus la viață de Cerberus, o organizație al cărei unic scop este supremația umanității în galaxie.

## Desfășurarea poveștii jocului

### Normandia distrusă
Jocul începe cu nava jucătorului atacată de o navă necunoscută. În acest timp, echipajul este evacuat de către unul din personajele recrutate din jocul anterior. Dacă jucătorul va importa un fișier de salvare din jocul anterior, acest fișier v-a alege ce personaj v-a scoate echipajul navei afară din aceasta, ducându-i în siguranță.
După ce echipajul este scos, jucătorul este anunțat de către personajul ce evacuează ceilalți membrii, înnainte de a intra și acesta/aceasta că pilotul navei, Joker, încă este la bord și încearcă să salveze nava. Jucătorul îl/o anunță pe cel/cea care îl/o informează de acest lucru că se va întoarce să îl salveze și pe acesta. Jucătorul reușește să îl convingă pe acesta să părăseasca nava, și îl duce spre un vehicul ce poate transporta persoanele aflate la bord în caz de urgențe. Jucătorul reușește să îl ducă pe acesta țn vehiculul respectiv, însă când dorește și acesta să intre nava inamică lovește încă o dată provcând o explozie, între calea spre vehicul și el, tăindu-i astfel calea și aruncândul în spațiu. Corpul acestuia/acesteia sfârșește pe o planetă, rămânând multă vreme acolo.

### Proiectul Lazarus
După o anumită perioadă, corpul personajului principal, Comandantul Shepard, este luat de către o organizație extremistă numită Cerberus. Detaliile despre cum corpul său ajunge pe mâna acestora sunt dezvăluite în mini-seria de benzi desenate publicată de către Dark Horse Comics intitulată Mass Effect: Redemption. Corpul său devine parte a unui proiect, Proiectul Lazarus. Acesta avea drept scop principal readucerea sa la viață. Pentru ca Cerberus să poată să refacă complet corpul și conștiința lui Shepard, le-au fost necesari aproximativ 2 ani de zile.

### Istoricul personajului
În cadrul proiectului Lazarus va aparea o interfață care permite modificarea prenumelui, feței implicite a personajului principal, Comandantul Shepard, alegerea sexului,alegerea clasei acestuia, a trecutului personal și al carierei. Toate aceste caracteristici vor afecta pe parcursul jocului viziunea celorlalte personaje asupra lui Shepard. De menționat este faptul că până la alegerea diverselor aspecte ale personajului principal, nu există nicio altă interactivitate.
Istoricul personal al lui Shepard poate fi complet ales de către utilizator. Spre deosebire de primul joc din serie lansat unde alegerea unui istoric personal deblochează o anumită misiune specifica istoricului respectiv, în Mass Effect 2 poate oferi diverse puncte de comunicare, de altfel istoricul ales este puțin mai târziu povestit de unul dintre personajele cu care comandantul Shepard scapă din bază și anume Jacob. De exemplu dacă jucătorul alege ca istoricul comandantului să fie Earthborn(ro. nativ planetei Pământ) acesta v-a putea primi mai multe puncte pe bara de Renegade(bara de dialog folosită în special pentru opțiuni de intimidare). În următorul tabel sunt descrise toate opțiunile posibile pentru alegerea istoricului personal:
| Istoric personal | descriere | note |
| ---------------- | --- | --- |
| Earthborn        | Shepard a avut o copilărie grea în mahalalele din orașele Terrei, făcând-ul/făcând-o pe acesta/aceasta să aibă o personalitate mai fermă. Shepard s-a înscris la vârsta de 18 ani în armată pentru a scăpa de găști de bandiți și sărăcie. | Shepard poate primi puncte mai multe ce îi vor permite să folosească opțiuni de intimidare a personajelor cu care comunică. |
| Colonist         | Shepard a fost născut(ă) și crescut(ă) pe planeta Minidoir ce se află la capătul pasajului Attican. Când Shepard avea 16 ani, negustori de slavi au atacat colonia omorând familia și prietenii săi. Shepard a fost salvat datorită unei navete a Alianței aflate în trecere. După câțiva ani, Shepard s-a înscris în armata Alianței câțiva ani mai târziu. | Shepard poate primi câteva puncte în ambele căi de comunicare.                                                              |
| Spacer           | Ambii părinți au lucrat în marină. Shepard a fost nevoit să se mute din navă în navă deoarece părințiilor le era mutat postul de muncă neputând sta într-o locație mai mult de câțiva ani. Ducând mai departe munca părinților săi, Shepard se înscrie în armata Alianței                                                                                    | Shepard primește mai multe puncte de convingere ce pot debloca opțiuni de dialog cu alte personaje non-violente.            |

### Profilul psihologic
Spre deosebire de istoricul personal al lui Shepard, ce prezintă doar viața acestuia/acesteia, profilul psihologic prezintă acțiunile eroice și în special cele legate de activitatea sa în cadrul timpului petrecut în armata Alianței. Acestea spre deosebire de cele din istoricul personal nu afectează opțiunile de convingere sau de intimidare, ci doar evidențiază un punct cheie al Alianței în care comandantul Shepard a reușit să salveze situația, reușind astfel să își mărească imaginea publică. Exact ca și în istoricul personal, exista 3 opțiuni dintre care jucătorul poate alege una.
| Profil psihologic | descriere | notă     |
| ----------------- | --- | -------- |
| War Hero          | La începutul carierei tale, ai fost pus(ă) într-o situație dificilă. Shepard și-a riscat viața pentru a salva colegii soldați și a învinge inamicul în ciuda probabilității scăzute de scăpare din această situație. | celulă 3 |
| Sole Survivor A   | În timpul carierei tale, într-una din misiunile din care ai făcut parte, ceva foarte rău s-a întmplat. Prins(ă) într-o situație extremă de supraviețuire, a trebuit să depășeaști traumele psihicie și stresul care ar fi îmbolnăvit multă lume. Deși cei din jur nu au reușit să supraviețuiască, tu ai putut. Acum ești singurul/singura rămas(ă) să spună întâmplarea. Grupul Supraviețuitorului a fost atacat de un thresher maw pe planeta Akuze (de trad. ) | celulă C |
| Ruthless          | Dea-lungul carierei militare, ai avut o regulă de bază: get the job done(trad.) S-a spus despre tine că ești rece, calculat(ă) și brutal(ă). Reputația pentru eficiența fermă a făcut colegii soldați să wary of you. Oricând armata are nevoie ca ceva să nu dea greș apelează la tine. | celulă E |

### Alegerea clasei
Alegerea clasei personajului principal este esențială pentru experiența pe care jucătorul o va avea pe parcursul jocului. Jucătorul are mai multe tipuri de clase din care poate alege. Acestea sunt: Soldier, Vanguard, Sentinel, Engineer și Adept.
| Clase    | descriere |
| -------- | --- |
| Soldier  | Spre deosebire de celelalte clase, aceasta este singura clasă unde jucătorul poate alege să poarte și o armură dură. Restul claselor pot purta doar armuri de greutate ușoară sau medie. De asemenea soldatul este singura clasă ce permite folosirea unei game largi de arme. Soldații nu au pot folosi puteri biotice. Varianta inițiala personajului controlat de jucător aparține clasei soldat.  |
| Vanguard | Spre deosebire de celelalte clase, aceasta este singura clasă unde jucătorul poate alege să poarte și o armură dură. Restul claselor pot purta doar armuri de greutate ușoară sau medie. De asemenea soldatul este singura clasă ce permite folosirea unei game largi de arme. Soldații nu au pot folosi vputeri biotice. Varianta inițiala personajului controlat de jucător aparține clasei soldat. |
| Sentinel | Cei care aparțin clasei Sentinel pot folosi puteri fie biotice fie tehnologizate. Acest tip de clasă deși nu este specializată în lupta cu puteri biotice sau armament se descurcă excelent prin folosirea barierelor și scuturilor. |
| Engineer | Clasa Engenieer permite folosirea dispozitivelor tehnologice în scopul apărării echipei în perioada cand aceasta se află într-o misiune, deactivarea scuturilor inamiciilor. |
| Adept    | În general Adeptul se bazează în întregime pe puteri biotice. Cei ce aparțin acestei clase pot folosi o gamă largă de puteri biotice de la aruncat,împins, până la folosirea unei singularități, putere ce permite deschiderea unei găuri negre de dimensiune ce poate crea un vortex ce amețește inamicii până când aceștia leșină.                                                                  |

### Un nou început
Spre deosebire de jocul anterior, unde în general povestea se axează pe pregătirea jucătorilor cu un nou univers și cu descoperirea principalilor inamici ai seriei, rasa Reaper-ilor, o rasă extraterestră ce are drept scop exterminarea întregii vieți inteligente din galaxie, a doua parte a jocului reprezintă o poveste mai „personală” și are legătură cu specia umană. În această parte a seriei, Shepard trebuie să salveze omenirea de către rasa Collectors, o rasă ce atacă coloniile umane din galaxie nelăsând nicio urmă de atac.
După ce reușește să iasă din baza unde a fost readus la viață, acesta se întâlnește cu așa-numitul lider al organizației extremiste Cerberus, Illusive Man, într-o altă bază de-a organizației. De notat este faptul că acesta nu se întâlnește față în față cu acesta ci printr-un dizpozitiv plasat pe podea ce permite proiecția unei imagini holografice către biorul acestuia și vice-versa, acesta este unul din motivele pentru care liderul organizației este numit astfel de către restul personajelor din univers(în română Illusive Man însemnând Omul Iluzoriu). Acesta îi spune lui Shepard despre coloniile care dispar una câte una, neputând nimeni să prezică când următorul atac va avea loc și neștiind cauza acestor atacuri. Illusive Man, de asemenea menționează că inamicul este necunoscut și că ar dori ca Shepard să se ducă pe una din coloniile recent atacate numită Freedom's Progress și să încerce să găsească dovezi asupra cui atacă aceste colonii.
Shepard pleacă împreună cu Miranda și Jacob, aceștia fiind cei doi membrii Cerberus ce reușesc să scape din bază cu acesta către această colonie. Înnainte de a ajunge Miranda îl întreabă pe comandant ce ar trebui să facă? Shepard surprins de întrebare, întreabă dacă se vor simți în regulă fiind sub comanda sa, aceasta răspunzându-i că Cerberus nu l-a/a readus/readus-o la viață pentru a fi comandat(ă) de altcineva. În acest moment jucătorul putând alege anumite decizii.
Ajungând pe colonie Shepard și echipa sa nu găsesc niciun nou indiciu despre un atac, totul fiind exact ca pe celelalte colonii. La sugestia Mirandei aceștia hotărăsc să caute în continuare urme de viață. Mergând înainte aceștia intră în contact cu câteva turele automate pornite și puse în poziție de atac. În acest moment, Miranda face menționarea că la celelalte colonii turelele erau închise, acest indiciu îi face pe cei trei să meargă mai departe să caute mai multe dovezi. La scurt timp aceștia întâmpină niște roboți automați umanoizi ce îi atacă, după distrugerea acestora sunt nevoiți să deschidă o ușă. Deschizând ușa aceștia intră în contact cu o echipă de Quarian-i (pentru detalii a se vedea Rase din universul Mass Effect) al căror lideri era una dintre membrii fostei echipe a lui Shepard, din prima parte a seriei, Tali. Echipa acesteia, fără ordinul ei disperată de faptul că Shepard și echipa sa erau membrii Cerberus stă în poziție de tragere amenințând-ui să nu facă un pas înainte deoarece aceștia îi vor împușca. Tali încearcă să își calmeze echipa reușind în final să îi liniștească, inclusiv pe Prazaa, cel care se hotărâse ca echipa să stea pe poziția de tragere în caz de pericol.
Shepard o întreabă pe Tali ce caută pe o colonie umană, aceasta răspunzându-i că aceștia caută de fapt pe unul din oamenii lor, numit Veetor. Aceasta îi spune lui Shepard faptul că Veetor era într-un pelerinaj de maturizare, și că acesta a ales drept locație o colonie umană deoarece „îi plăcea ideea de a ajuta un mic așezământ”. În cele din urmă Shepard și echipa lui Tali se hotărăsc să lucreze împreună pentru a-l găsi pe Veetor. Înnainte de a începe căutarea Tali îl anunță pe Shepard că Veetor ar putea fi în stare de șoc și disperare iar din cauza aceasta Shepard și echipa sa ar trebui să fie atenți.
În cele din urmă, Veetor este găsit de Shepard și echipa sa într-o încăpere speriat, stând în fața unui monitor conectat la camere de supraveghere aflate în diverse locuri din colonie. Shepard încearcă să comunice cu acesta însă nu are niciun rezultat. După a doua încercare de comunicare cu acesta, Shepard reușește să îi atragă atenția. După aceasta, cei doi intră în discuție pentru a afla ce s-a întâmplat cu oamenii din colonie. Într-un anumit punct al conversației Veetor îi arată filmările înregistrate de acesta de camerele de securitate de-alungul atacului. Miranda observând aceste imagini împreună cu Veetor și restul echipei observă că de fapt cei care luau oamenii din coloniile respective făceau parte din rasa Collectorilor, o rasă ce are o tehnologie foarte avansată, care poate întrerupe contactul radio al coloniilor dar nu numai, tehnologia lor fiind mult mai capabilă de-atât. Shepard și echipa se duc din acest moment să îl anunțe pe Illusive Man de cele întâmplate.

### Cooperarea cu Cerberus și formarea unei echipe
Reușind să îl contacteze pe Illusive Man, Shepard explică acestuia cele întâmplate pe colonia Freedom's Progress, și faptul că inamicii ce atacau coloniile erau de fapt Collectorii. Illusive Man îi spune lui Shepard că a avut o bănuială și că Collectorii, datorită tehnologiei lor mult superioare celorlalte rase și a faptului că răpesc oamenii pot avea legătură cu Reaperii. Acesta adaugă faptul că omenirea a jucat un rol important în distrugerea unui individ al rasei Reaperilor, Sovereign(în limba română însemnând Suveran) putând să le atragă atenția asupra lor astfel. În timpul discuției cei doi rămân de comun acord cu faptul că Collectorii sunt o amenințare adevărată asupra omenirii și trebuie opriți, astfel Shepard se hotărăște sa lucreze cu Illusive Man din acest motiv.
Illusive Man îi spune lui Shepard că are nevoie de o echipă dacă dorește să reușească să ducă la bun sfârșit această misiune de oprire a răpirilor umane și că are o listă cu persoane din toată galaxia care ar putea fi capabile să îl ajute să își finalizeze obiectivul, însă Shepard precizează faptul că are deja o echipă și nu îi trebuie lista acestuia. Ilusive Man îi spune că aceștia și-au urmat drumul mai departe în viață de când Shepard a dispărut, amintindu-i că au trecut doi ani de când acesta i-a văzut ultima dată. Aflând că aceștia sunt ocupați cu alte activități, Shepard se hotărăște să accepte lista de persoane propuse pentru formarea unei echipe oferită de Illusive Man. Illusive Man, înnainte ca Shepard să plece îi precizează că are pe cineva care dorește să îl prezinte acesta fiind pilotul navetei distruse, Joker.